# Smithsonidrilus minusculus
Smithsonidrilus minusculus är en ringmaskart som först beskrevs av Erséus 1983.  Smithsonidrilus minusculus ingår i släktet Smithsonidrilus och familjen glattmaskar. Inga underarter finns listade i Catalogue of Life.